# La Vallée (Francia)
La Vallée /lavaˈle/ è un comune francese di 705 abitanti situato nel dipartimento della Charente Marittima nella regione della Nuova Aquitania.

## Società

### Evoluzione demografica
Abitanti censiti